# David Miller (tenor)
David Dave Miller (San Diego, California, 14 de abril de 1973) es un tenor lírico estadounidense. 
Miembro del cuarteto vocal contemporáneo de crossover clásico Il Divo, con quien ha vendido más de 35 millones de copias en discos en todo el mundo, con quién ha publicado ocho álbumes de estudio; Il Divo (2004), Ancora (2005), Siempre (2006), The promise (2008), Wicked game (2011), A musical affair (2013), Amor & pasión (2015) y Timeless (2018); un álbum recopilatorio The greatest hits (2012); un álbum especial de canciones de Navidad The classic Christmas album (2005); y dos álbumes en directo, An Evening with Il Divo: Live in Barcelona (2009), Live in Japan (2014); múltiples ediciones especiales y duetos y colaboraciones. Asimismo, también se ha publicado la videografía Live At Gotham Hall (2004), Encore (2004), Mama (2005), The Yule Log: The Christmas collection (2005), Live At the Greek Theater (2006), At the Coliseum (2008), Live in Barcelona: An evening with Il Divo (2009), Live in London (2011) y Live in Japan (2014).

## Biografía
Nació el 14 de abril de 1973 en San Diego, California, pero creció en Littleton, Colorado. Tiene dos hermanas mayores Donna y Deborah, y él el menor. Su madre Darleen Miller, es profesora y su padre Donald Leigh Miller, militar, ya fallecido.
Entre su música favorita se encuentra el techno, Drum and bass, el techno hardcore, Eminem, Bjork o The Prodigy.

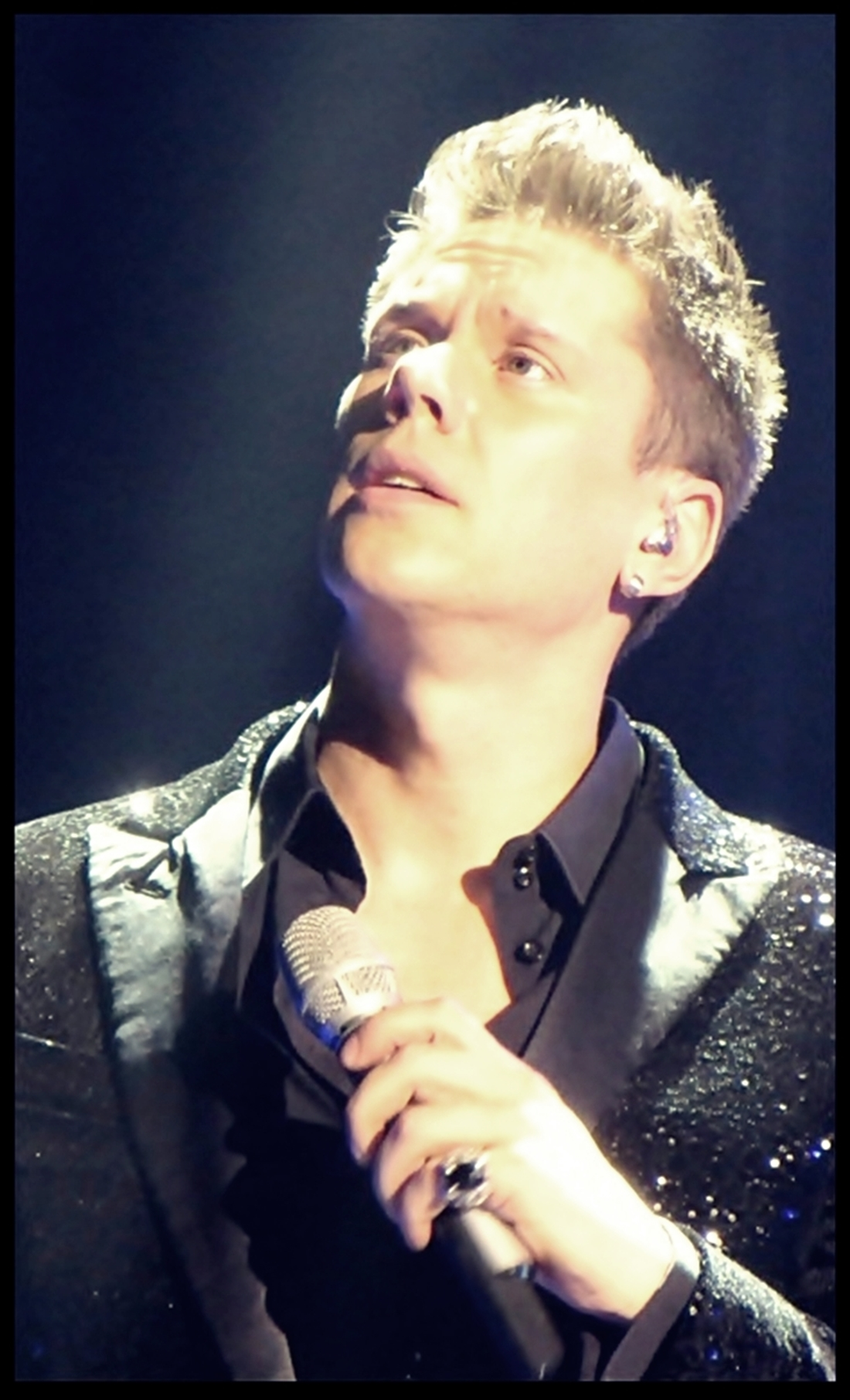
David Miller.

## Trayectoria musical

### Ópera
Desde muy temprana edad, participó en diversas obras musicales en la escuela. Asistió al Oberlin Conservatory, en Ohio donde se graduó con una licenciatura en Interpretación Vocal y Teatro de Ópera con calificaciones excelentes. Tras sus estudios, fue artista residente de la ópera de Pittsburgh y cantó como voz principal con algunas de las compañías de ópera más importantes de todo el continente americano, Australia y Europa.
El 6 de mayo de 1998 cantó, junto a otros chicos, para el presidente Bill Clinton en La Casa Blanca. En 1999 actuó en el Teatro municipal Santiago de Chile como Tybalt en la producción de Bellini de Capulets y Montagues en la Fiesta de Savonlinna junto con la ópera de Los Ángeles.
En la temporada 2000-2001 interpretó el papel de Percy en Anne Bolene de Donizetti en Pittsburgh con Juan Mauceri.
Miller se inició en la ópera flamenca como Cassio durante 2001 y 2002. En los EE. UU. participó en Los cuentos de Hoffmann en Hartford (Connecticut). Trabajó con las varias compañías estadounidenses interpretando varios papeles, incluyendo Des Grieux en Manon; Romeo en Romeo et Juliette; Werther; Alfredo en La Traviata; Tamino en La flauta mágica y con muy buenas críticas y mucho éxito en La Scala en Milán en el 2000 con su papel como Tony en West Side Story.
Su mejor trabajo operístico se ha reconocido con su papel como Rodolfo en 2002-2003 en la versión de Baz Luhrmann de La Boheme de Puccini. Este espectáculo de teatro modernizó la ópera, intentando atraer a audiencias jóvenes a Broadway.
David estaba a punto de hacer su debut en la New York Metropolitan Opera cuando le propusieron unirse a Il Divo. En el 2004, Miller firma su contrato para ser miembro del hoy cuarteto musical Il Divo al lado del barítono español Carlos Marín el tenor Urs Bühler y el cantante francés Sébastien Izambard.

Creo que la ópera es el pináculo de la expresión a través de la voz. Sin embargo, la experiencia de la versión populista de “La Boheme” de Lurhman me había animado a llevar mi cabeza más allá de la ópera, para de usar mi voz de una manera aún más apasionada. En la ópera se estudia, se hace un trabajo técnico, se trabaja con un maestro, se hace todo para que todo sea perfecto, pero no se siente necesariamente lo mismo. Todo es cuestión de asegurarse de que el sonido sea perfecto, por lo que gran parte tu cerebro está ocupado con eso y se pierde la conexión con otras personas. En Il Divo, el enfoque es el sentimiento, la manera de expresarlo, así que ya no necesito preocuparme de que todo sea perfecto. Ahora estoy conectando a la música. Tener la habilidad técnica es en realidad una manera adicional de transmitir la emoción.
David Miller

Lejos de haber dado la espalda a la ópera, David sigue tratando de encajar compromisos operísticos en su agenda cada vez que Il Divo se lo permite.

### Il Divo
Il Divo es un grupo musical que conjunta la lírica y la música culta con el pop y otros géneros musicales; el estilo denominado a nivel internacional como crossover clásico. El grupo está comprendido por un cuarteto vocal de cantantes masculinos: el tenor suizo Urs Bühler, el barítono español Carlos Marín, David Miller y cantante pop francés Sébastien Izambard.

Lo mejor es que me ha roto los esquemas en términos de música. Ahora tengo mucho más control sobre mi instrumento. Mi voz es más fuerte, sin embargo, tengo un programa de actuaciones que ningún otro cantante de ópera en su sano juicio consideraría. Realmente se necesita una fuerza de voluntad para seguir este ritmo tan rápido, y siento que he ganado en resistencia. Y ciertamente he ganado un nuevo respeto por las culturas, que para un americano es mucho!. He tenido la oportunidad de ver a la humanidad como un todo, cómo las personas se relacionan con la música, porque parece que hay una universalidad en lo que hacemos, hay algo que atrae a los coreanos, así como los venezolanos, los sudafricanos, los noruegos. He aprendido que todo el mundo tiene una pasión, cada uno tiene una música interior en ellos. Aprovechar esto es una oportunidad increíble. Con Il Divo, creo que el cielo es el límite."
David Miller

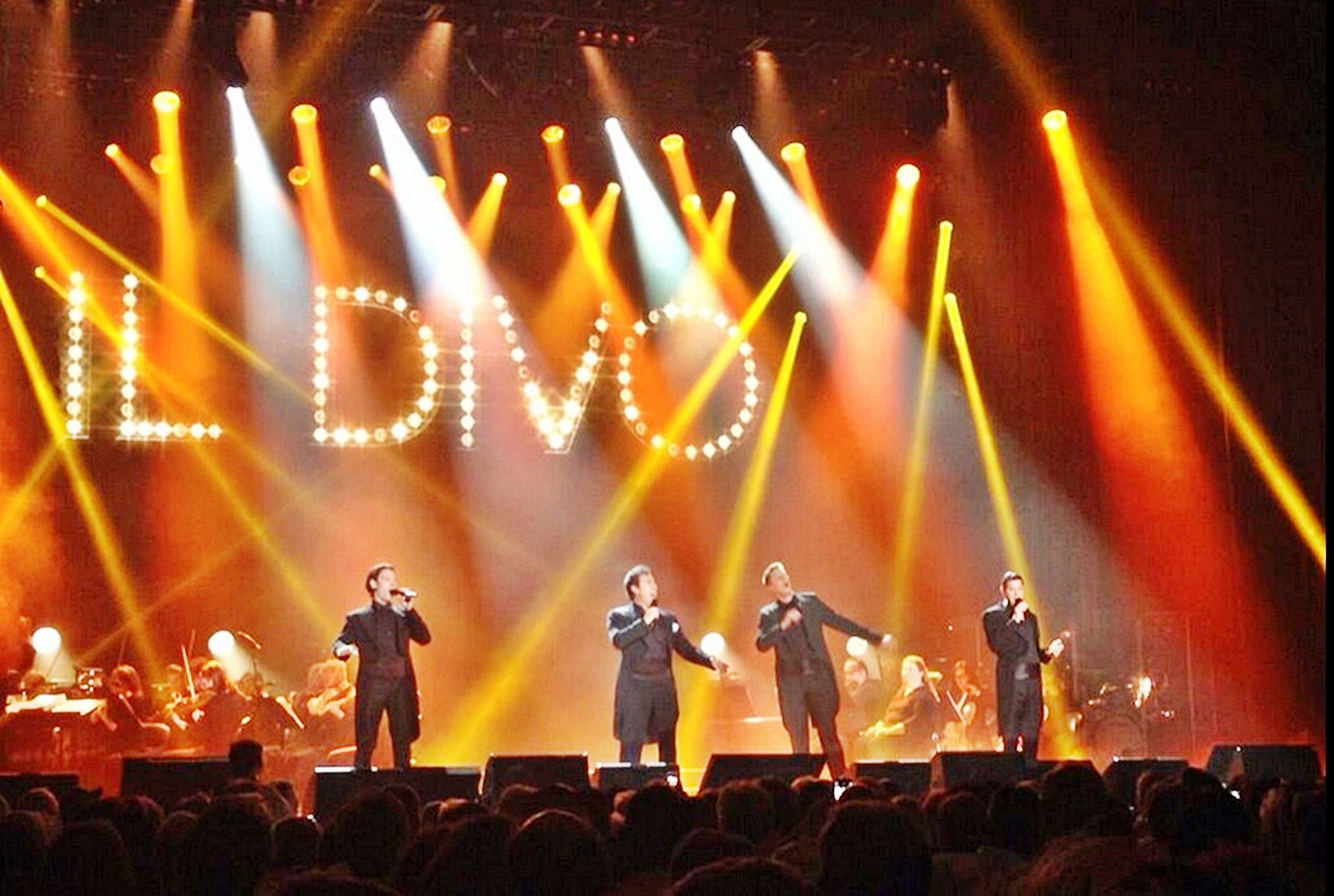
Il Divo durante un concierto de la gira Il Divo - A Musical Affair: The Greatest Songs of Broadway.

Desde su origen Il Divo ha gozado de un gran beneplácito a nivel mundial, vendiendo hasta la fecha de 2014, más de 28 millones de copias en discos en todo el mundo y conquistando más de 160 discos de oro y platino en 35 países instaurando una revolución en la música clásica y en todo el panorama musical, legitimando un nuevo estilo musical, el denominado pópera u ópera-pop dentro del género de crossover clásico.
En honor a la buena música, al esfuerzo y al talento; en 2011 le otorgaron el premio al «Artist of the Decade» (Mejor Artista De La Década) en los premios Classic Brit Awards celebrados en el Royal Albert Hall de Londres y entre otros, en 2015 el «Premio Clásico PPL» en los premios Silver Clef Award.
Il Divo se ha convertido en un grupo internacional de referencia, ya que en 2005 alcanzó ser en el primer grupo de crossover clásico en la historia en conseguir el primer lugar en la lista de Billboard 200 estadounidense. En América lograron con su álbum debut « Il Divo», ser el primer grupo británico que ha entrado en el  #1 de las listas y con « The Promise» consiguieron batir el récord de ventas en la primera semana. Los cuatro primeros discos, «Il Divo», «Ancora», «Siempre» y «The Promise» lograron 50 posiciones  #1 en las listas de álbumes a nivel internacional. En España, Il Divo también forma parte de las mayores ventas que han cantado en español. En 2006 fueron registrados en el Libro Guinness de los récords como el proyecto internacional de pop de mayor éxito comercial de la historia, este mismo año entraron en la lista de los díscos más vendidos en el mundo, con 5.000.000 de ejemplares en tan solo el 2006. En los escenarios de todo el mundo también recolectaron gran éxito, ya que vendieron más de dos millones de entradas de conciertos tan solo de sus cuatro primeros discos y en su primera gira mundial las entradas se agotaron en 69 ciudades de 18 países.
El grupo fue proyectado y asociado en el año 2003 por el productor musical Cowell para la discográfica Syco Music.
Cowell, bautizó el grupo como Il Divo, una palabra italiana que significa “artista divino”.
El cuarteto destaca por su mezcla musical de ópera (canto lírico y música culta) con temas de distintos géneros como la música latina, musicales, boleros, folclore, música sacra, y por la interpretación de canciones emblemáticas como «Regresa A Mí» primer sencillo del grupo; «Senza Catene» reescrita y versionada para Il Divo en italiano de la original «Unchained Melody»; el «Ave María» de Franz Schubert; el «Adagio de Albinoni»; «Memory», «Don't Cry for Me Argentina»; «Con Te Partirò»; «My Way (A mi manera)»; «I Will Always Love You (Siempre Te Amaré)» o las oscarizadas bandas sonoras: «Over The Rainbow»; «If You Love Me (Si Tu me Amas)»; «Falling Slowly (Te Prometo)»; «Can You Feel the Love Tonight» o «Il Mio Cuore Va» reescrita en italiano para el grupo de la original «My Heart Will Go On», o los temas originales de Il Divo como «Come Primavera», «Ti Amerò», «Isabel», «Everytime I Look At You», «La Vida Sin Amor», «Sei Parte Ormai Di Me», «La Promessa» o «Mama».

Il Divo no cantamos un repertorio de ópera, no engañamos a nadie. En todo caso, abrimos la puerta para una base de fanes más amplia. Si lograr que el público de masas ya no tenga el estereotipo en la mente de que la ópera es una especie de arte inalcanzable, entonces eso sería un logro. Porque todo es música. Si llevamos estos dos mundos más cerca, es una forma de arte en sí mismo.
David Miller

## Filantropía
Para la ONG Nordoff Robbins, fundada por Paul Nordoff y Clive Robbins, una organización que llega a las personas en diferentes contextos través del poder de la música para transformar sus vidas, David Miller y su compañero en Il Divo Urs Bühler realizaron un viaje de 2800 millas (más de 4500 km) en motocicleta, desde Miami hasta Los Ángeles, del 20 al 30 de septiembre de 2015, para recaudar fondos para la organización de musicoterapia.

## Discografía

### Ópera
- 2002: Baz Luhrmanns - La Bohème (Broadway)

### Il Divo
2004 - Il Divo 
2005 - Ancora
2006 - Siempre
2008 - The promise 
2011 - Wicked game 
2013 - A musical affair
2015 - Amor & pasión
2018 - Timeless
2021 - For once in my life: A celebration of Motown